# Patric Young
Patric Young (Jacksonville, Florida, 1 de febrero de 1992) es un jugador de baloncesto estadounidense. Jugó baloncesto universitario para la Universidad de Florida. Mide 2,09 metros (6 pies y 10 pulgada) y juega en las posiciones de ala-pívot y pívot en el  Hapoel Gilboa Galil Elyon de la Ligat Winner.

## Trayectoria deportiva

### Instituto
Young asistió al instituto Providence en Jacksonville, Florida. En su último año como "senior", fue nombrado jugador del año de la Clase 2A de la Florida High School Athletic Association de 2010, después de promediar 13 puntos, 15 rebotes y 5 tapones por partido. Lideró al instituto Providence al campeonato estatal de la Clase 2A con un récord de 32-1. Fue elegido para disputar el prestigioso McDonald's All-American Game de 2010, en el cual registró 7 puntos y 9 rebotes en 15 minutos.

### Universidad
Young aceptó una beca deportiva para asistir a la Universidad de Florida en Gainesville, Florida, donde fue miembro del entrenador de los Florida Gators, Billy Donovan desde 2010 hasta 2014. En sus cuatro temporadas de carrera universitaria en Florida, Young se convirtió en el quincuagésimo noveno jugador en anotar 1.000 puntos en la historia de la universidad y terminó su carrera ocupando el vigésimo séptimo puesto en la lista de anotadores de todos los tiempos con 1.307 puntos. También se convirtió en el undécimo jugador de todos los tiempos de la universidad con 1.300 y 800 rebotes. Young no se perdió un partido en su carrera, convirtiéndose en el segundo jugador en la historia de la universidad en aparecer en 150 partidos. En su último año como "senior", fue nombrado ganador del Premio Pete Newell al Big Man del Año, Clase Senior All-American, Tercer Equipo Academic All-American y Jugador Defensivo del Año de la Southeastern Conference. También fue dos veces segundo mejor quinteto de la Southeastern Conference, ganando los honores de segundo mejor quinteto por los entrenadores y Associated Press en 2014 y los honores de segundo mejor quinteto por los entrenadores en 2013. Además, se convirtió en el primer jugador de la liga en ganar tres veces consecutivas el honor de Atleta del Año de la Southeastern Conference, ganando el reconocimiento en 2012, 2013 y 2014.

### Profesional
Después de no ser elegido en el Draft de la NBA de 2014, Young se unió a los New Orleans Pelicans para disputar la NBA Summer League 2014. El 24 de julio de 2014, firmó con los Pelicans. Sin embargo, Young fue cortado por los Pelicans el último día de noviembre de 2014 después no haber participado en ningún partido.

### Europa
En diciembre de 2014 firma con el Galatasaray SK de la Türkiye 1, donde ha tenido un promedio de 10.5 puntos y 7.9 rebotes en la TBL turca, y 8.7 puntos y 6.4 rebotes en la Euroliga.
En julio de 2015, firma un contrato con el Olympiacos. El acuerdo es por dos temporadas y un montante total de 1.6 millones de dólares.